# Bruyères-sur-Oise
Bruyères-sur-Oise ist eine französische Gemeinde mit 4907 Einwohnern (Stand: 1. Januar 2022) im Département Val-d’Oise in der Region Île-de-France; sie gehört zum Arrondissement Pontoise und zum Kanton L’Isle-Adam. Die Einwohner werden Briolin(e)s genannt.

## Geographie
Bruyères-sur-Oise liegt etwa 34 Kilometer nördlich von Paris am rechten Ufer der Oise an der Grenze zum Département Oise. Umgeben wird Bruyères-sur-Oise von den Nachbargemeinden Morangles im Norden, Boran-sur-Oise im Osten und Nordosten, Asnières-sur-Oise im Südosten, Noisy-sur-Oise im Süden, Beaumont-sur-Oise im Südwesten sowie Bernes-sur-Oise im Westen und Nordwesten.
Im Gemeindegebiet liegt ein Teil des Flugplatzes Persan-Beaumont. Bis 1967 wurde der Flugplatz als Luftwaffenbasis 218 geführt.

## Geschichte
797 wird der Ort als Brogaria erstmals erwähnt.

### Bevölkerungsentwicklung
| Jahr      | 1962 | 1968 | 1975 | 1982 | 1990 | 1999 | 2010 | 2018 |
| Einwohner | 670  | 962  | 1582 | 1546 | 3162 | 3391 | 3700 | 4326 |

## Sehenswürdigkeiten

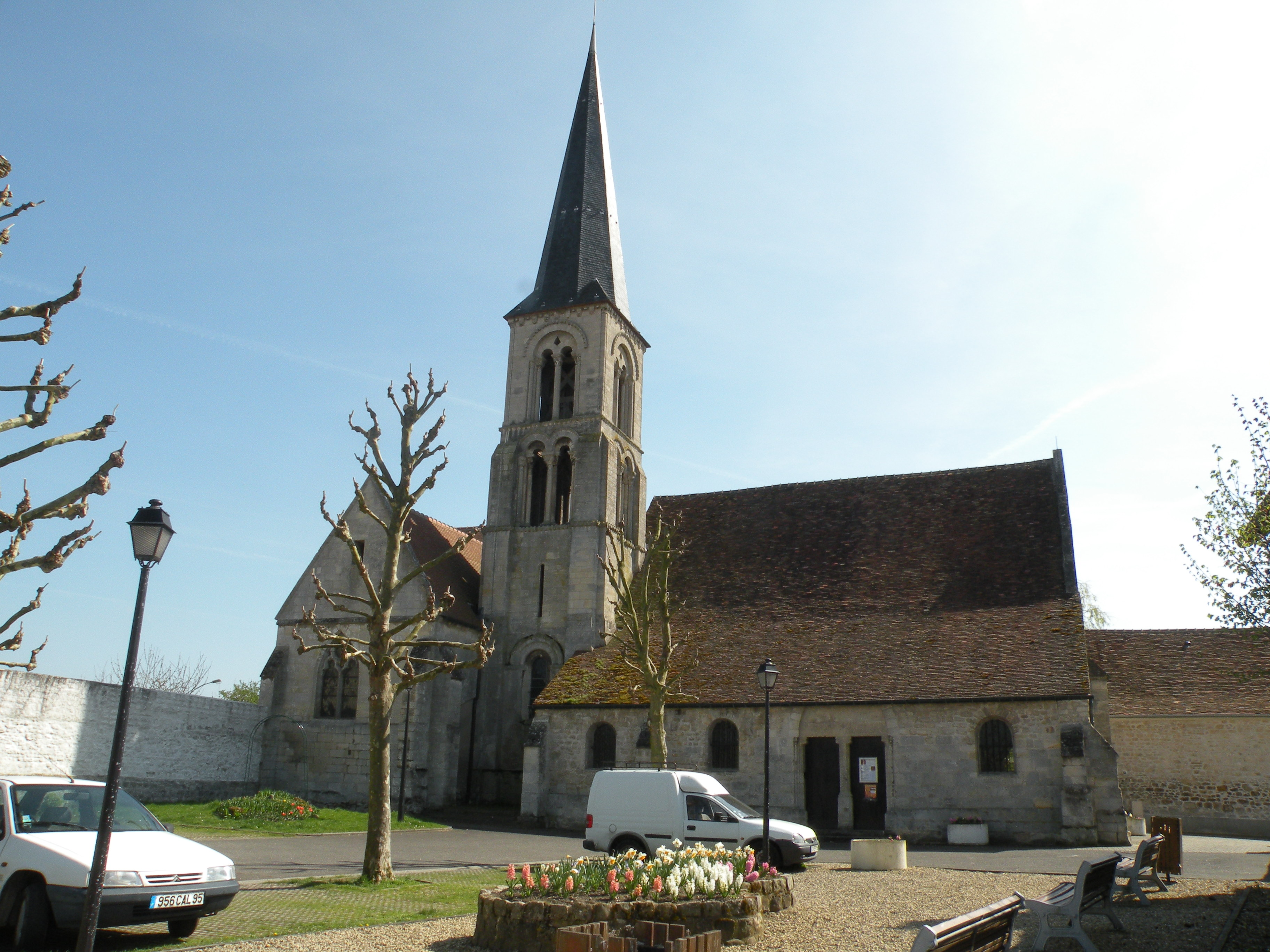
Kirche Saint-Vivien

- Kirche Saint-Vivien, romanische Kirche, im 12. Jahrhundert begonnen, weitgehend im 13. Jahrhundert abgeschlossen mit gotischen Stilelementen, seit 1938 Monument historique